# Hellmuth Langenbucher
Hellmuth Langenbucher (* 29. Juli 1905 in Loffenau; † 18. Mai 1980 in Warmbronn bei Stuttgart) war ein deutscher Literaturwissenschaftler und NS-Kulturfunktionär, der in der Zeit des Nationalsozialismus zu den einflussreichsten Literaturhistorikern, Journalisten und Publizisten gehörte und zwischen 1933 und 1945 die Rolle eines „Literaturpapstes“ spielte. Er schrieb auch unter den Pseudonymen Walther Erich Dietmann (1932–1934, für Zeitungsartikel und Rezensionen), Rudolf Öttinger (bis 1942), Hermann Engelhard (ab 1951) und Rudolf Walter Lang (ab 1968).

## Leben

### Herkunft und Ausbildung
Langenbucher stammte aus bescheidenen Verhältnissen. Er wurde in Loffenau (Oberamt Neuenbürg), einer kleinen Gemeinde bei Gernsbach im Schwarzwald als Sohn des Lehrers Melchior Langenbucher und dessen Frau Rosalie als sechstes von insgesamt elf Kindern geboren. Zwei seiner Geschwister starben bereits als Kinder an Diphtherie, ein Bruder fiel im Ersten Weltkrieg.
Nach dem Besuch der Volksschule absolvierte Langenbucher ab 1919 ein Lehrerseminar in Backnang. Nach Selbststudium und nachgeholtem Abitur legte er 1925 die erste Volksschuldienstprüfung ab. In Reutlingen bereitete er sich auf ein Hochschulstudium der Germanistik vor, das er an den Universitäten Tübingen, Heidelberg und Berlin absolvierte. 1930 promovierte er bei Friedrich Panzer in Heidelberg über das Thema Minnesang. Von Oktober bis November 1929 war er Lehrer an der Knabenmittelschule in Heilbronn, anschließend bis Mai 1930 Hilfslehrer an der Stöckachrealschule in Stuttgart. Von Februar bis März 1932 arbeitete er als Redakteur bei der Hanseatischen Verlagsanstalt, in Hamburg und von 1932 bis 1933 als Leiter der Presseabteilung im Verlag Langen-Müller in München.

### Karriere als NS-Funktionär
Zum 1. Oktober 1929 trat er der NSDAP (Mitgliedsnummer 164.205), und Anfang der 1930er Jahre dem Kampfbund für deutsche Kultur bei. Am 19. Juni 1933 wurde der bekennende Nationalsozialist zum Mitbegründer der Reichsstelle zur Förderung des deutschen Schrifttums (RFdS), die der Überwachung und Begutachtung der Literatur im Sinne der nationalsozialistischen Ideologie diente. Von 1933 bis 1934 leitete er deren Gesamtlektorat und war stellvertretender Vorsitzender der Abteilung Schrifttumspflege. 1934 übernahm er bis zum Jahresende die Leitung des schöngeistigen Hauptlektorats und war stellvertretender Leiter der RFdS. Von 1935 bis 1936 war er Beauftragter für das gesamte Pressewesen des Bundes reichsdeutscher Buchhändler und von 1935 bis 1938 Beisitzer der Filmprüfstelle in Berlin. Schon 1939 galt er als der „in der nationalsozialistischen Schrifttumspolitik maßgebende Literaturwissenschaftler“.
Neben seinen Parteiämtern nahm Langenbucher zwischen 1933 und 1945 zudem die Aufgaben des Hauptschriftleiters des Börsenblatts für den Deutschen Buchhandel und ab 1939 auch das des Hauptschriftleiters der Zeitschrift Schwaben. Monatshefte für Volkstum und Kultur wahr. Letztere war zuvor unter anderen Namen zehn Jahre lang von August Lämmle geleitet worden. Von der Übernahme durch Langenbucher erwartete man, dass das Periodikum – „über die Schranken einer bloß repräsentativ-werbenden oder nur für die eigenen Landsleute geschriebenen Zeitschrift hinausgehend“ – nunmehr „jenes tiefgreifende und zugleich weltweite Schwabentum“ verkörpere, für das der Begriff „Staufer-Schwaben“ (Paul Sakmann) geprägt worden sei.
Für Langenbucher beruhte die „nationalsozialistische Kulturkritik“ nach eigener Aussage einzig auf dem Instinkt: „Instinkt ist die Stimme des Blutes. Es bedarf für ihn keiner verstandesmäßigen Regeln und Gesetze.“ Die intellektuellen Feinde des neuen Deutschland sah er in der Literaturkritik, von allem, „was nicht nationalsozialistischen Geistes sei“ gesäubert werden müsse. Auch vor gezielter, denunziatorischer Ausgrenzung ihm missliebiger zeitgenössischer Schriftsteller schreckte Langenbucher nicht zurück. So schrieb er 1936 über Walter von Molo: „Wir erinnern uns wenigstens nicht, in der Kampfzeit politische oder kulturpolitische Aufsätze von Walter von Molo im ‚Völkischen Beobachter‘ und anderen nationalsozialistischen Zeitungen gelesen zu haben, erinnern uns dagegen sehr gut einer eifrigen Mitarbeitertätigkeit von Molos am ‚Berliner Tageblatt‘ zum Beispiel. Wenn man nun eine Schrift in die Hand nimmt wie die von Gustav Christian Rassy, die den Titel ‚Walter von Molo, ein Dichter des deutschen Menschen‘ trägt, dann dreht sich in einem Alten-Kämpfer-Herzen einiges um.“

### Nach dem Ende des NS-Staats
Im November 1946 wurde er durch die amerikanischen Besatzer festgenommen und für neun Monate im 7th Internee Prison No. 2 in Schwäbisch Hall interniert. Sämtliche Schriften Langenbuchers, mit Ausnahme der Dissertation von 1930, waren bereits im April des genannten Jahres auf die Liste der auszusondernden Literatur gesetzt worden. Das Spruchkammerurteil vom 10. April 1948 in Crailsheim stufte ihn im Rahmen der Entnazifizierung als Mitläufer ein. In der Zeitschrift Schwäbische Heimat konnte Langenbucher nach 1950 noch Geburtstagsadressen und Nachrufe für Angehörige des nationalsozialistischen Schwäbischen Dichterkreises wie Hans Heinrich Ehrler, Ludwig Finckh, August Lämmle und Auguste Supper publizieren. Von dem früheren NS-Kulturfunktionär und -Schriftsteller Gerhard Schumann angeworben, war er von 1951 bis 1970 bei dem von diesem 1949 gegründeten „Europäischen Buchklub“ in Stuttgart tätig, zunächst als Außenlektor, dann als Programmleiter. Der Buchklub galt damals als Auffangorganisation für Ehemalige aus der nationalsozialistischen Kulturpolitik.

## Veröffentlichungen
- Das Gesicht des deutschen Minnesangs und seine Wandlungen, Heidelberg 1930 (Diss.).
- Der Deutsche Ruf. Wort und Werk Georg Stammlers. Flarchheim 1932.
- Volkhafte Dichtung der Zeit. Berlin 1933.
- Friedrich Lienhard und sein Anteil am Kampf um die deutsche Erneuerung., 1935.
- Dichtung der jungen Mannschaft. Betrachtungen zur deutschen Dichtung der Gegenwart. Hamburg 1935.
- Nationalsozialistische Dichtung. Einführung und Übersicht. Berlin 1935.[12]
- als Hrsg.: Die Welt des Buches. Eine Kunde vom Buch. Ebenhausen 1938.
- Literaturwissenschaft und Gegenwartsdichtung. In: Württemberg. Schwäbische Monatshefte im Dienste von Volk und Heimat. 10, 1938, S. 486–491.
- Die deutsche Gegenwartsdichtung. Berlin 1939.